# Bretaňská kuchyně

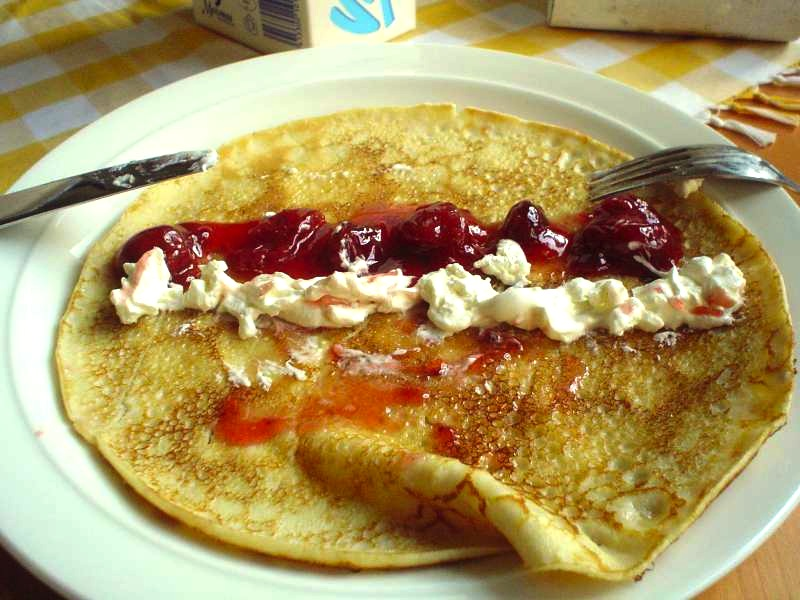
Crêpe

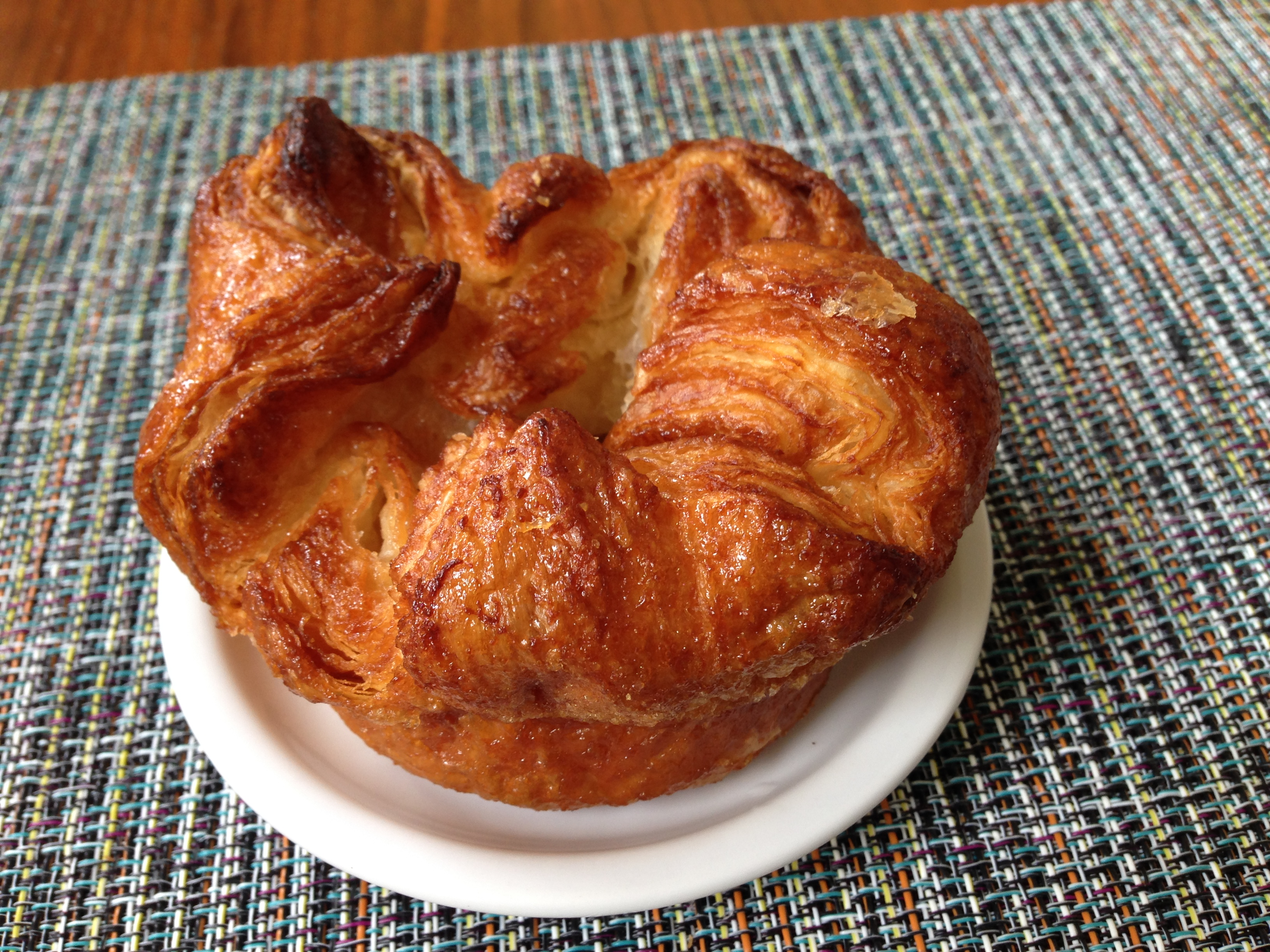
Kouign-amann

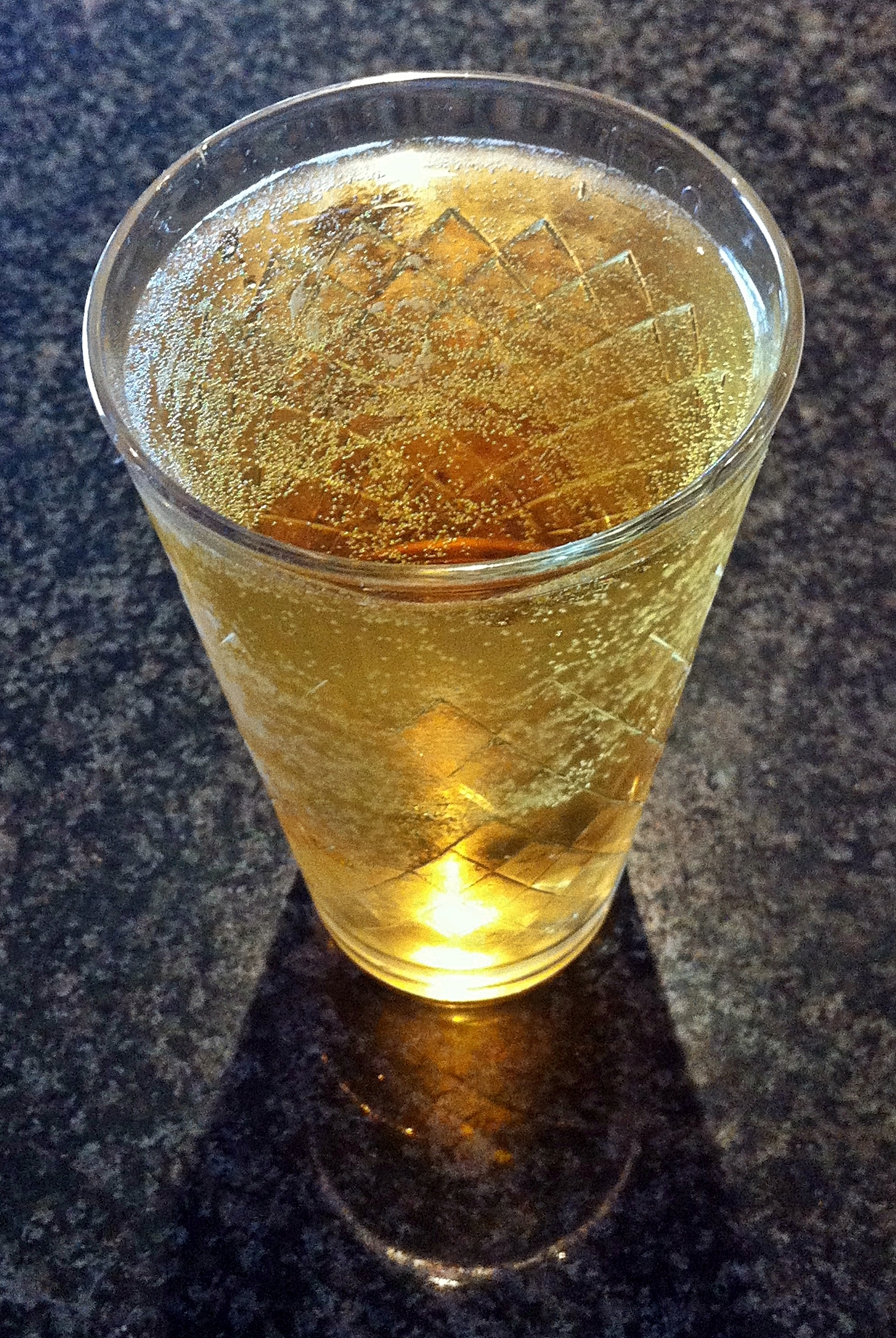
Cider

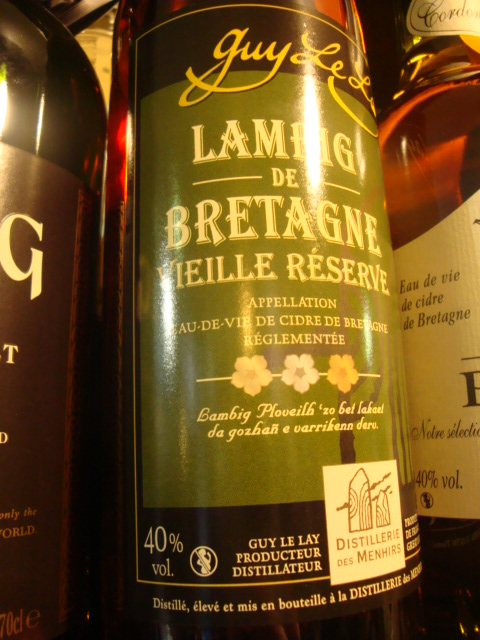
Lahev lambigu

Bretaňská kuchyně (nebo bretonská kuchyně, francouzsky: Cuisine bretonne, bretonsky: Keginerezh Breizh) je regionální kuchyně, typická pro Bretaň ve Francii. Historicky byla Bretaň chudý kraj a z toho se odvíjí i její kuchyně. Bretonci jsou keltského původu a bretaňská kuchyně tak sdílí některé prvky s kuchyněmi ostatních keltských národů. Jednou ze základních surovin bretaňské kuchyně je pohanka, používají se také ryby a mořské plody (především pak ústřice), do některých pokrmů se přidávají i mořské řasy. Bretaň je známá svou produkcí másla, sýra, artyčoků, květáku a především jablek, ze kterých se vyrábí cider.

## Příklady bretonských pokrmů
Příklady bretonských pokrmů:
- Crêpe, patrně nejznámější bretonský pokrm, tenké palačinky, které zdomácněly i ve zbytku Francie
- Galettes, palačinky připravované na slaný způsob[5]
- Kotriáda, pokrm z ryb, zeleniny a mořských plodů
- Kig ha-farz, maso vařené ve vývaru s pohankovou moukou
- Yod kerc'h, ovesná kaše
- Andouille, vepřová uzená klobása[6]
- Far breton, dort ze směsi mouky, vajec a mléka
- Kouign-amann, velice sladký zákusek z plundrového těsta. V podstatě se skládá jen ze tří ingrediencí: mouky, másla a cukru. Specialita města Douarnenez.
- Ragoût dans les mottes, kousky skopového a zeleniny, především mrkve a brambor, připravované v litinovém hrnci, který se vloží do jámy v zemi, kolem něj se zapálí mottes, klubíčka z vyschlé, příbojem smotané mořské trávy a vřesu[5]
- Ragoût de mouton aux navets, skopové s bílými vodnicemi a brambory[5]
- Agneau de pré salé, doslova "jehněčí ze slané louky", tj. ze zvířat, která se pásla na halofilních travinách v těsné blízkosti moře[5]
- Coco de paimpol fazole s jemnou ořechovou příchutí, které se připravují na slaném másle s cibulí, česnekem, šalotkou, rajčaty, klobáskou a bujonem[5]
- Gâteau breton, máslový piškotový dort plněný švestkovým džemem nebo karamelem ze slaného másla (caramel au beurre salé), který vymyslel koncem 70. let 20. stol. čokolatiér Henri La Roux z Quiberonu[5]
- Palets bretons, tlusté okrouhlé placky, které obsahují hodně slaného másla a cukru[5]
- Galettes bretonnes, jemné máslové sušenky velmi podobné palets bretons, jen výrazně tenčí[5]

### Galerie

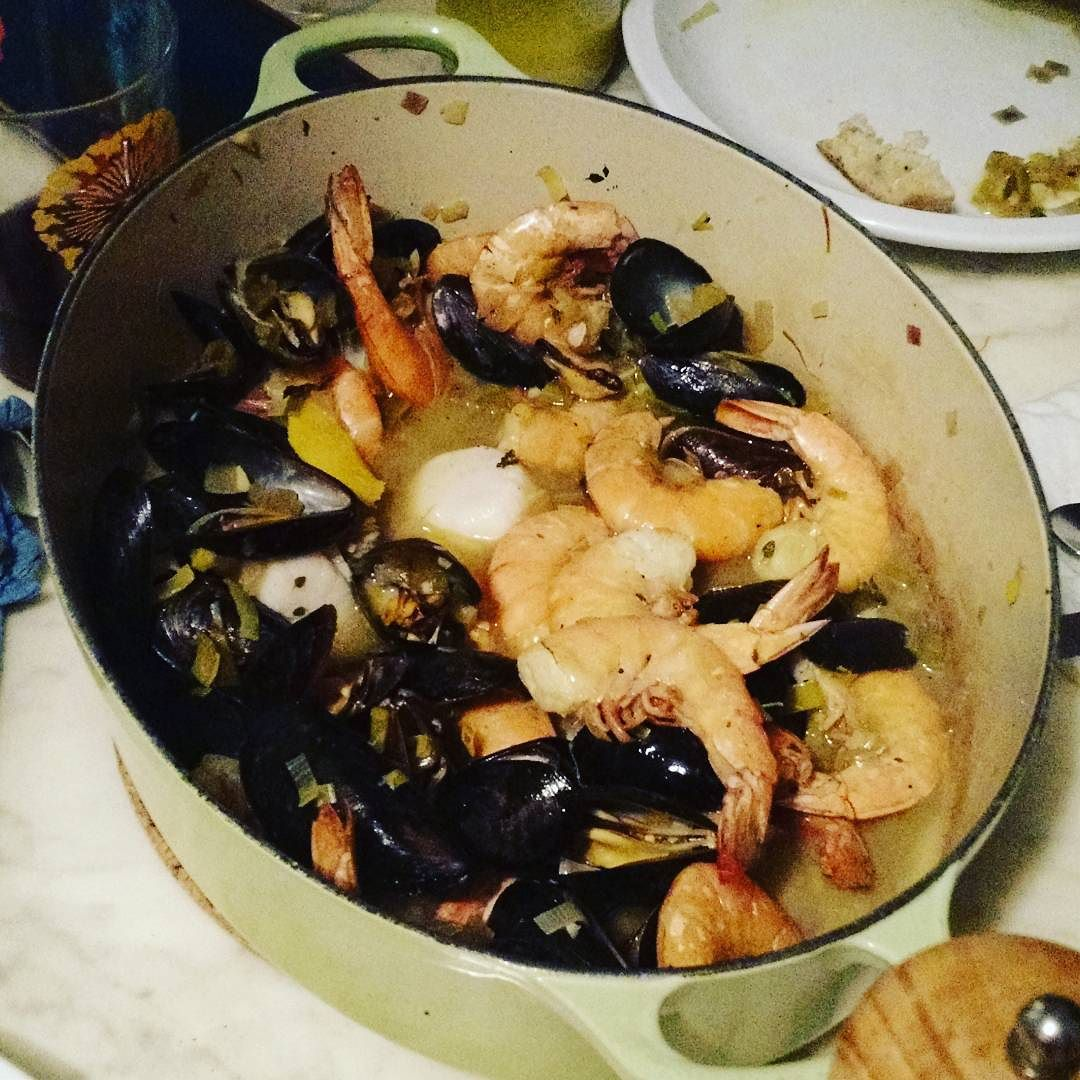
Kotriáda
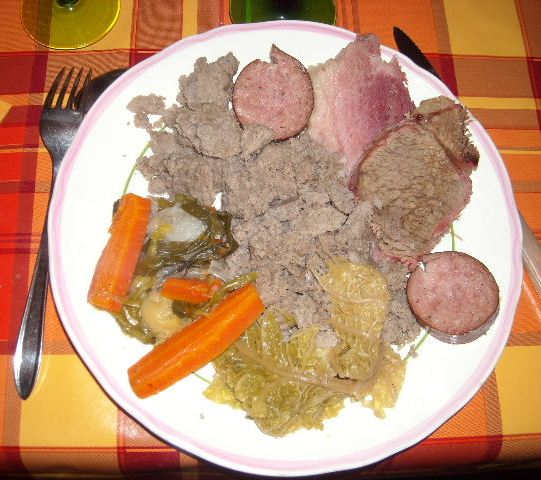
Kig ha-farz
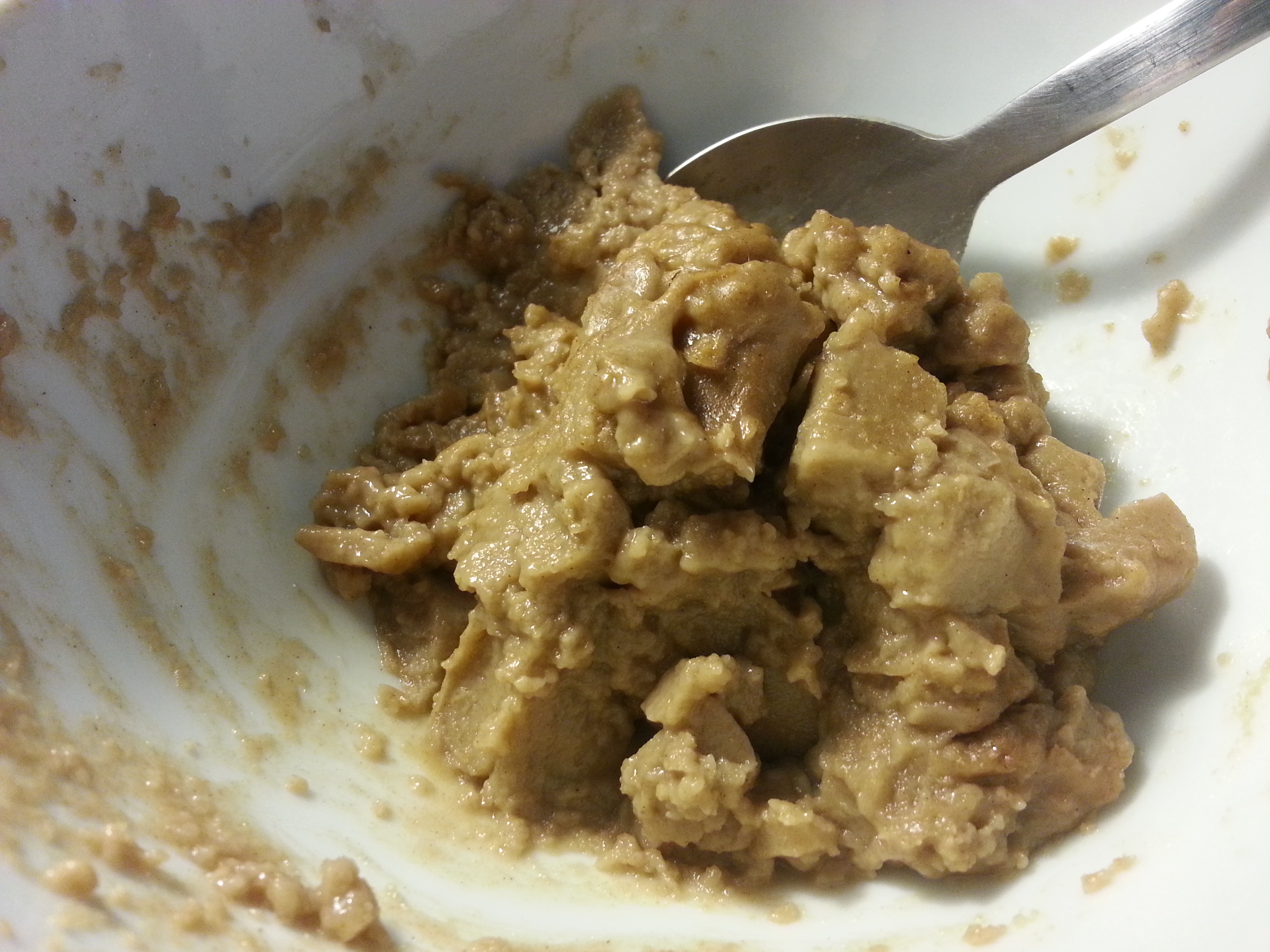
Yod kerc'h
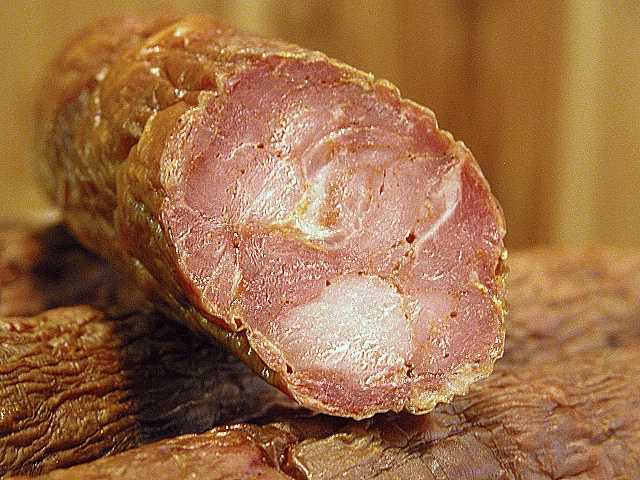
Andouille
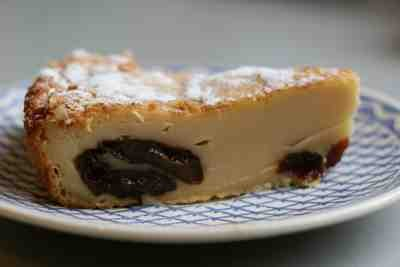
Far breton

## Příklady bretonských nápojů
Příklady bretonských nápojů:
- Cider, alkoholický nápoj z kvašené jablečné šťávy
- Lambig, pálenka z cidru, ekvivalent calvadosu
- Medovina